# Edgar Rubin
Edgar John Rubin (* 6. September 1886 in Kopenhagen; † 3. Mai 1951 in Holte/Rudersdal Kommune) war ein dänischer Psychologe und Phänomenologe, der durch seine Untersuchungen zur Figur-Grund-Wahrnehmung bekannt wurde. Nach ihm ist der „Rubinsche Becher“ bzw. die „Rubinsche Vase“ benannt. In Deutschland wurden die Arbeiten Rubins vor allem von der Gestalttheorie adaptiert.
Rubin studierte in Kopenhagen bei Harald Høffding und Alfred Georg Ludvig Lehmann. Er promovierte 1915 mit Synsoplevede Figurer. Studier i psykologisk Analyse (deutsche Übersetzung erschien 1921: Visuell wahrgenommene Figuren). Anschließend ging er nach Deutschland, wo er drei Jahre lang bei G. E. Müller in Göttingen arbeitete. 1922 kehrte er nach Kopenhagen zurück, trat die Nachfolge Lehmanns als Professor und Direktor des Psychologischen Labors der Universität Kopenhagen an und übte diese Funktionen bis zu seinem Tod im Jahre 1951 aus. 1924–1935 war Rubin Mitherausgeber der Zeitschrift für Psychologie. Er war Präsident der Dänischen Vereinigung für Philosophie und Psychologie und Präsident des 10. Internationalen Kongresses für Psychologie.

## Werke
- Experimenta Psychologica. Collected Scientific Papers in German, English & French. Kopenhagen, 1960.
- Visuell wahrgenommene Figuren. Studien in psychologischer Analyse. Aus dem Dänischen übersetzt nach „Synsoplevede Figurer“. Gyldendalske Boghandel, Kopenhagen/Berlin/London 1921. Nachdruck 2010 Nabu Press, ISBN 978-1177821612.